# П-90
П-90 «Памир» (индекс ГРАУ — 1РЛ115, по классификации НАТО — «Flat Face») — трёхкоординатная помехозащищённая РЛС обнаружения и сопровождения воздушных целей. Всего было построено и использовались силами ПВО страны несколько РЛС П-90 «Памир». Использование РЛС прекращено в конце 1970-х годов

## История создания
Начало 1950-х гг. было отмечено регулярными полетами стратегических самолётов-разведчиков над территорией СССР. Средств не только уничтожения вражеских самолётов, но даже и их обнаружения у Советского Союза попросту не было. Одним из действенных ответов на новые вызовы и угрозы явилось создание высокопотенциальной РЛС П-90 «Памир»
РЛС «Памир» была разработана в НИИ-244 (ныне Всероссийский НИИ радиотехники) под руководством А. Р. Вольперта. В процессе создания РЛС был проведен большой объём научных и экспериментальных работ, была сформирована широкая кооперация научных и промышленных организаций. Такого класса трёхкоординатных РЛС с высокой производительностью и мощностью в то время не было ни у одного коллектива страны. Благодаря большому заделу, имевшемуся в НИИ-244 (темы «Тополь», «Кама», «Стекло», «Алтай»), поставленная задача была решена.
При создании РЛС «Памир» впервые в отечественной практике был решён ряд новых технических задач:
- освоен дециметровый диапазон волн;
- применён двухчастотный метод защиты от пассивных помех;
- использованы средства защиты от активных помех противника и несинхронных помех от соседних РЛС;
- реализован парциальный метод кругового обзора пространства, обеспечивающий одновременное определение всех трёх координат воздушных целей;
- удвоен темп выдачи координат целей за счет установки на опорно-поворотном устройстве двух антенно-фидерных систем;
- применены мощные импульсные клистроны в передающих устройствах и кварцевая стабилизация излучаемых частот.

## Особенности конструкции
Антенно-поворотное устройство (АПУ) П-90 устанавливалось на стационарном железобетонном основании в составе опорно-поворотного устройства (ОПУ), приёмных и передающих контейнеров, антенно-фидерных устройств, силовой следящей системы вращения АПУ, датчиков синхронно-следящей передачи и азимутальных меток, кольцевого токосъемника.
Значительная масса вращающейся части АПУ (130 т) и трудности с разработкой и изготовления опорного подшипника определили своеобразное решение опорно-поворотной части. К опорной раме вращающейся кабины АПУ снизу был прикреплён кольцевой рельс, опирающийся на 16 катков, установленных по кругу на неподвижном фундаменте. Четыре катка из шестнадцати — ведущие. Они прижимались к рельсу пружинами и вращались четырьмя электродвигателями постоянного тока. За счет сил сцепления, возникающих между катком и рельсом, поворотная часть приводилась во вращение. При этом скорость вращения АПУ могла быть установлена любой в пределах 2,5-5 об/мин.
Для предотвращения смещения АПУ в горизонтальной плоскости в центре АПУ монтировался самоустанавливающийся роликоподшипник. Установка катков могла регулироваться в вертикальной плоскости, что позволяло изменять положение оси вращения АПУ (при монтаже, осадке фундамента).
В серийных станциях П-90 вращение производилось при помощи двух редукторов, выходные шестерни которых вращали зубчатый венец, который крепился к вращающейся части механизма. АПУ опиралась на 28 катков, закрепленных на прочном каркасе. В центральной части поворотного устройства был предусмотрен вход во время вращения, что создает необходимые удобства при эксплуатации станции. Остальная аппаратура «Памира» располагалась в многочисленных контейнерах и прицепах. Необходимо отметить, что в состав П-90 входила и вспомогательная 110-метровая мачта. Она располагалась в 2 км от РЛС и предназначалась для юстировки антенных систем.
В П-90 имелось три типа индикаторных устройств: индикатор кругового обзора, индикатор «азимут-дальность» и измеритель высоты. Все три датчика конструктивно и электрически соединялись в одном индикаторном шкафу. Выбор части пространства для наблюдения на индикаторах «азимут-дальность» и высоты производился электронным указателем (маркером), который с помощью кнюппеля мог быть совмещен с любой точкой индикатора кругового обзора. Всего в РЛС «Памир» размещалось 7 индикаторных шкафов.
Для сопряжения РЛС «Памир» с радиорелейной линией «Левкой-2» и аппаратурой «Каскад» и «Паутина» системы «Воздух-П» была разработана аппаратура сопряжения с этими комплексами. Аппаратура сопряжения с РРЛ «Левкой-2» позволяла без искажения передавать на КП, удаленные от станции на расстояние 400 км, всю информацию, даваемую РЛС «Памир».
В целом аппаратура станции «Памир» состояла из 660 блоков 158 наименований. Основная часть блоков монтировалась на типовом шасси и размещалась в унифицированных стойках-шкафах. Применение неунифицированных шкафов было ограничено и вызвано использованием мощных клистронов, электроннолучевых трубок с большим экраном и крупногабаритных трансформаторов.
В большинстве рабочих блоков применялись субблоки, которые снижали трудозатраты на проведение ремонта. Аппаратура автоматики размещалась в 27 специальных стойках 18 наименований.

## Основные ТТХ
- Диапазон рабочих частот: дециметровый.
- Верхняя граница обнаружения (потолок): 50 км.
- Время развертывания РЛС на подготовленной площадке: 15 суток.
- Дальность обнаружения истребителя МиГ-17/дальность определения высоты, км на высоте полета, м:
- 48/46 км — 100 м.
- 90/87 км — 500 м.
- 225/209 км — 3000 м.
- 294/292 км — 10000 м.
- Количество аппаратуры, шт.:
- Блоков — 660.
- Электровакуумных ламп — 10700.
- Полупроводниковых приборов — 29240.
- Электронно-лучевых трубок — 196.
- Потенциалоскопов — 140[2].